# Jamal Mirsadeghi
Jamal (Hosein) Mirsadeghi (Persană: جمال میرصادقی, n. 1933) este un scriitor iranian.
S-a născut în Teheran și a absolvit Facultatea de Literatură și Științe Umane a Universității din Teheran, profilându-se pe literatura persană. A scris șapte romane, numeroase nuvele, un dicționar de ficțiune și câteva cercetări asupra literaturii și nuvelisticii. Scrierile sale au fost traduse în limba engleză, germană, armeană, italiană, rusă, română, ebraică, arabă, maghiară și hindi.
Jamal Mirsadeghi trăiește momentan în Teheran și predă arta scrisului creativ și a nuvelisticii.